# Kettle Falls (Washington)
Pour les articles homonymes, voir Kettle Falls.
Kettle Falls est une ville située au centre du comté de Stevens , dans l'État de Washington, aux États-Unis,. Elle est incorporée en 1892. La ville est baptisée en référence aux chutes de Kettle, en anglais : Kettle Falls, situées sur le fleuve Columbia, à la frontière entre le Canada et les États-Unis.

## Démographie
Lors du recensement de 2010, la ville comptait une population de 1 595 habitants. Elle est estimée, en 2017, à 1 611 habitants.

### Source de la traduction
- (en) Cet article est partiellement ou en totalité issu de l’article de Wikipédia en anglais intitulé « Kettle Falls, Washington » (voir la liste des auteurs).